# Spanien i olympiska sommarspelen 1992
Spanien deltog i de olympiska sommarspelen 1992 med en trupp bestående av 422 deltagare, vilket resulterade i 22 medaljer.

## Baseboll
Rankningsomgång
| Nation                  | Segrar | Förluster | Tiebreaker |
| ----------------------- | ------ | --------- | ---------- |
| Kuba                    | 7      | 0         |            |
| Japan                   | 5      | 2         |            |
| Kinesiska Taipei        | 5      | 2         | 1-0        |
| USA                     | 5      | 2         | 0-1        |
| Puerto Rico             | 2      | 5         | 2-0        |
| Dominikanska republiken | 2      | 5         | 1-2        |
| Italien                 | 1      | 6         | 0-2        |
| Spanien                 | 1      | 6         |            |

## Basket
Herrar
Gruppspel
| Nr | Lag       | S | V | O | F | GM  | IM  | MS   | P  |
| -- | --------- | - | - | - | - | --- | --- | ---- | -- |
| 1  | USA       | 5 | 5 | 0 | 0 | 579 | 350 | +229 | 10 |
| 2  | Kroatien  | 5 | 4 | 0 | 1 | 423 | 400 | +23  | 9  |
| 3  | Brasilien | 5 | 2 | 0 | 3 | 420 | 463 | −43  | 7  |
| 4  | Tyskland  | 5 | 2 | 0 | 3 | 369 | 432 | −63  | 7  |
| 5  | Angola    | 5 | 1 | 0 | 4 | 324 | 392 | −68  | 6  |
| 6  | Spanien   | 5 | 1 | 0 | 4 | 398 | 476 | −78  | 6  |

| Hemma \ Borta | Angola | Brasilien | Kroatien | Spanien | Tyskland | USA    |
| Angola        | —      | 66–76     | 64–73    | 83–63   | 63–64    | 48–116 |
| Brasilien     | 76–66  | —         | 76–93    | 100–101 | 85–76    | 83–127 |
| Kroatien      | 73–64  | 93–76     | —        | 88–79   | 99–78    | 70–103 |
| Spanien       | 63–83  | 101–100   | 79–88    | —       | 74–83    | 81–122 |
| Tyskland      | 64–63  | 76–85     | 78–99    | 83–74   | —        | 68–111 |
| USA           | 116–48 | 127–83    | 103–70   | 122–81  | 111–68   | —      |

Damer
Gruppspel
| Lag             | Vinster | Förluster | Poäng | PF  | PA  |      |
| --------------- | ------- | --------- | ----- | --- | --- | ---- |
| USA             | 3       | 0         | 6     | 318 | 181 | +137 |
| Kina            | 2       | 1         | 5     | 205 | 226 | -21  |
| Spanien         | 1       | 2         | 4     | 181 | 238 | -57  |
| Tjeckoslovakien | 0       | 3         | 3     | 183 | 242 | -59  |

|                 | Kina  | Spanien | Tjeckoslovakien | USA    |
| --------------- | ----- | ------- | --------------- | ------ |
| Kina            |       | 66-63   | 72-70           | 67-93  |
| Spanien         | 63-66 |         | 59-58           | 59-114 |
| Tjeckoslovakien | 70-72 | 58-59   |                 | 55-111 |
| USA             | 93-67 | 114-59  | 111-55          |        |

## Boxning
Lätt flugvikt
- Rafael Lozano
  - Första omgången — Besegrade Abram Thwala (RSA), 9:0
  - Andra omgången — Besegrade Eric Griffin (USA), 6:2
  - Kvartsfinal — Förlorade mot Rogelio Marcelo (CUB), 3:11

Bantamvikt
- Oscar Vega
  - Första omgången — Förlorade mot Remigio Molina (ARG), 4:14

Fjädervikt
- Faustino Reyes →  Silver
  - Första omgången — Besegrade Brian Carr (GBR), 22:10
  - Andra omgången — Besegrade Somluck Kamsing (THA), 24:15
  - Kvartsfinal — Besegrade Eddy Suarez (CUB), 17:7
  - Semifinal — Besegrade Ramazan Palyani (EUN), 14:9
  - Final — Förlorade mot Andreas Tews (GER), 9:16

Lätt weltervikt
- Sergio Rey
  - Första omgången — Förlorade mot Jyri Kjall (FIN), RSCH-1

Weltervikt
- Victor Manuel Baute
  - Första omgången — Förlorade mot Pepe Reilly (USA), RSC-3

Tungvikt
- José Ortega
  - Första omgången — Bye
  - Andra omgången — Förlorade mot David Tua, RSCH-2

## Bågskytte
Damernas individuella
- Teresa Fernandez — Rankningsrunda, 42nd place (0-0)

Herrarnas individuella
- Antonio Vázquez — Sextondelsfinal, 28:e plats (0-1)
- Alfonso Menéndez  — Rankningsrunda, 42:a plats (0-0)
- Juan Holgado  — Rankningsrunda, 45:e plats (0-0)

Herrarnas lagtävling
- Vázquez, Menéndez och Holgado — Final (4-0) →  Guld)

## Cykling
Damernas linjelopp
- Ainhoa Ortolazabal
  - Final — 2:05:13 (→ 34:e plats)

- Belen Cuevas
  - Final — 2:05:26 (→ 35:e plats)

- Teodora Ruano
  - Final — 2:08:13 (→ 42:e plats)

## Fotboll
Herrar
Gruppspel
|              | Spelade | Vinster | Oavgjorda | Förluster | Gjorda mål | Insläppta mål | Poäng |
| ------------ | ------- | ------- | --------- | --------- | ---------- | ------------- | ----- |
| Spanien U23  | 3       | 3       | 0         | 0         | 8          | 0             | 6     |
| Qatar U23    | 3       | 1       | 1         | 1         | 2          | 3             | 3     |
| Egypten U23  | 3       | 1       | 0         | 2         | 4          | 6             | 2     |
| Colombia U23 | 3       | 0       | 1         | 2         | 4          | 9             | 1     |

Slutspel
|  | Kvartsfinal             | Kvartsfinal          |                      |   | Semifinal            | Semifinal            |   |  | Final | Final |
|  |                         |                      |                      |   |                      |                      |   |  |       |       |
|  | August 1 - Valencia     |                      |                      |   |                      |                      |   |  |       |       |
|  |                         |                      |                      |   |                      |                      |   |  |       |       |
|  | Spanien U23             | 1                    |                      |   |                      |                      |   |  |       |       |
|  | Spanien U23             | 1                    | August 5 - Valencia  |   |                      |                      |   |  |       |       |
|  | Italien U23             | 0                    |                      |   |                      |                      |   |  |       |       |
|  | Italien U23             | 0                    | Spanien U23          | 2 |                      |                      |   |  |       |       |
|  | August 1 - Barcelona    |                      | Spanien U23          | 2 |                      |                      |   |  |       |       |
|  |                         | Ghana U23            | 0                    |   |                      |                      |   |  |       |       |
|  | Paraguay U23            | Ghana U23            | 0                    | 2 |                      |                      |   |  |       |       |
|  | Paraguay U23            |                      | August 8 - Barcelona | 2 |                      |                      |   |  |       |       |
|  | Ghana U23               | 4                    |                      |   |                      |                      |   |  |       |       |
|  | Ghana U23               | 4                    | Polen U23            | 2 |                      |                      |   |  |       |       |
|  | August 2 - Zaragoza     |                      | Polen U23            | 2 |                      |                      |   |  |       |       |
|  |                         | Spanien U23          | 3                    |   |                      |                      |   |  |       |       |
|  | Polen U23               | Spanien U23          | 3                    | 2 |                      |                      |   |  |       |       |
|  | Polen U23               | August 5 - Barcelona |                      | 2 |                      |                      |   |  |       |       |
|  | Qatar U23 (förlängning) | 0                    |                      |   |                      |                      |   |  |       |       |
|  | Qatar U23 (förlängning) | 0                    | Polen U23            | 6 | Bronsmatch           | Bronsmatch           |   |  |       |       |
|  | August 2 - Barcelona    |                      | Polen U23            | 6 | Bronsmatch           | Bronsmatch           |   |  |       |       |
|  |                         | Australien U23       | 1                    |   | August 7 - Barcelona | August 7 - Barcelona |   |  |       |       |
|  | Sverige U23             | Australien U23       | 1                    | 1 | August 7 - Barcelona | August 7 - Barcelona |   |  |       |       |
|  | Sverige U23             |                      |                      |   |                      | Australien U23       | 0 |  |       |       |
|  | Australien U23          | 2                    |                      |   |                      | Australien U23       | 0 |  |       |       |
|  | Australien U23          | 2                    | Ghana U23            | 1 |                      |                      |   |  |       |       |
|  |                         |                      | Ghana U23            | 1 |                      |                      |   |  |       |       |

## Friidrott
Herrarnas 100 meter
- Juan Trapero
  - Heat — 10,64 (→ gick inte vidare)

Herrarnas 5 000 meter
- Abel Anton
  - Heat — 13:31,48
  - Final — 13:27,80 (→ 8:e plats)

- Antonio Serrano Sánchez
  - Heat — 13:42,94 (→ gick inte vidare)

- Martín Fiz
  - Heat — 13:42,20 (→ gick inte vidare)

Herrarnas 10 000 meter
- Carlos de la Torre
  - Heat — 28:55,47 (→ gick inte vidare)

- José Carlos Adan
  - Heat — 28:50,38 (→ gick inte vidare)

- Alejandro Gómez Cabral
  - Heat — fullföljde inte (→ gick inte vidare)

Herrarnas 4 x 400 meter stafett
- Antonio Sanchez Muñoz, Cayetano Cornet, Manuel Moreno Sanchez och Angel Valentin Heras
  - Heat — 3:04,60 (→ gick inte vidare)

Herrarnas maraton
- Diego García — 2:14.56 (→ 9:e plats)
- Rodrigo Gavela — 2:16,23 (→ 18:e plats)
- José Esteban Montiel — 2:19,15 (→ 32:e plats)

Herrarnas 20 kilometer gång
- Daniel Plaza — 1:21:45 (→  Guld)
- Miguel Ángel Prieto — 1:26:38 (→ 10:e plats)
- Valentí Massana — DSQ (→ ingen notering)

Herrarnas 50 kilometer gång
- Josep Marín — 3:58:41 (→ 15:e plats)
- Jesús García — 3:58:43 (→ 10:e plats)
- Jaime Barroso — 4:02:08 (→ 14:e plats)

Herrarnas längdhopp
- Jesus Olivan
  - Kval — 7,78 m (→ gick inte vidare)

- Ángel Hernández
  - Kval — NM (→ gick inte vidare)

Herrarnas tresteg
- Santiago Moreno
  - Kval — 16,04 m (→ gick inte vidare)

Herrarnas spjutkastning
- Julian Sotelo
  - Kval — 75,34 m (→ gick inte vidare)

Herrarnas diskuskastning
- David Martínez
  - Kval — 61,22 m
  - Final — 60,16 m (→ 9:e plats)

Damernas 800 meter
- Amaia Andrés
  - Heat — 2:02,67 (→ gick inte vidare)

Damernas 400 meter häck
- Miriam Alonso Manteca
  - Heat — 57,66 (→ gick inte vidare)

Damernas 10 kilometer gång
- Mari Cruz Díaz
  - Final — 45:32 (→ 10:e plats)

- Encarna Granados
  - Final — 46:00 (→ 14:e plats)

- Emilia Cano
  - Final — 47:03 (→ 22:e plats)

Damernas diskuskastning
- Angeles Barreiro
  - Kval — 53,14m (→ gick inte vidare)

## Fäktning
Herrarnas florett
- Andrés García
- Ramiro Bravo
- José Francisco Guerra

Herrarnas florett, lag
- Andrés García, Ramiro Bravo, José Francisco Guerra, Andrés Crespo, Jesús Esperanza

Herrarnas värja
- Fernando de la Peña
- Raúl Maroto
- Manuel Pereira

Herrarnas värja, lag
- Fernando de la Peña, Ángel Fernández, César González, Raúl Maroto, Manuel Pereira

Herrarnas sabel
- Antonio García
- Raúl Peinador
- José Luis Álvarez

Herrarnas sabel, lag
- Antonio García, Raúl Peinador, José Luis Álvarez, Marco Antonio Rioja, Alberto Falcón

Damernas florett
- Rosa María Castillejo
- Montserat Esquerdo

## Landhockey
Herrar
Gruppspel
| Lag           | P | W | D | L | GF | GA | GD  | Poäng |
| ------------- | - | - | - | - | -- | -- | --- | ----- |
| Pakistan      | 5 | 5 | 0 | 0 | 20 | 6  | +14 | 10    |
| Nederländerna | 5 | 4 | 0 | 1 | 20 | 10 | +10 | 8     |
| Spanien       | 5 | 3 | 0 | 2 | 15 | 11 | +4  | 6     |
| Nya Zeeland   | 5 | 1 | 0 | 4 | 7  | 12 | –5  | 2     |
| OSS           | 5 | 1 | 0 | 4 | 12 | 20 | –8  | 2     |
| Malaysia      | 5 | 1 | 0 | 4 | 9  | 24 | –15 | 2     |

Damer
Gruppspel
| Lag        | Spelade | W | D | L | GF | GA | GD | Poäng |
| ---------- | ------- | - | - | - | -- | -- | -- | ----- |
| Tyskland   | 3       | 2 | 1 | 0 | 7  | 2  | +5 | 5     |
| Spanien    | 3       | 2 | 1 | 0 | 5  | 3  | +2 | 5     |
| Australien | 3       | 1 | 0 | 2 | 2  | 2  | 0  | 2     |
| Kanada     | 3       | 0 | 0 | 3 | 1  | 8  | –7 | 0     |

Slutspel
|  | Semifinaler    | Semifinaler    |   |                | Final      | Final |  |
|  |                |                |   |                |            |       |  |
|  | 4 augusti 1992 |                |   |                |            |       |  |
|  | Spanien        | 2              |   |                |            |       |  |
|  | Sydkorea       | 1              |   |                |            |       |  |
|  |                |                |   |                |            |       |  |
|  |                |                |   |                | 7 augusti  |       |  |
|  |                |                |   |                | Spanien    | 2     |  |
|  |                | Tyskland       | 1 |                |            |       |  |
|  |                |                |   |                |            |       |  |
|  |                |                |   |                |            |       |  |
|  |                |                |   |                | Bronsmatch |       |  |
|  | 4 augusti 1992 | 4 augusti 1992 |   | 7 augusti      | 7 augusti  |       |  |
|  | Tyskland       | 2              |   | Storbritannien | 4          |       |  |
|  | Storbritannien | 1              |   |                | Sydkorea   | 3     |  |

## Modern femkamp
Herrarnas individuella tävling
- Jesús Centeno
- Leopoldo Centeno
- Carles Lerín

Herrarnas lagtävling
- Jesús Centeno, Leopoldo Centeno och Carles Lerín

## Segling
Herrarnas lechner
- Asier Fernández
  - Slutligt resultat — 117,0 poäng (→ 6:e plats)

Herrarnas 470
- Jordi Calafat och Kiko Sánchez
  - Slutligt resultat — 50 poäng (→  Guld)

Damernas lechner
- Mireia Casas
  - Slutligt resultat — 155,7 poäng (→ 12:e plats)

Damernas 470
- Theresa Zabell och Patricia Guerra
  - Slutligt resultat — 29,7 poäng (→  Guld)

## Simhopp
Herrarnas 3 m
- José Miguel Gil
  - Kval — 336,84 poäng (→ gick inte vidare, 23:e plats)

Herrarnas 10 m
- Rafael Álvarez
  - Kval — 390,81 poäng
  - Final — 524,25 poäng (→ 9:e plats)

Damernas 3 m
- Julia Cruz
  - Kval — 282,69 poäng
  - Final — 436,47 poäng (→ 12:e plats)

## Tennis
Herrsingel
- Emilio Sánchez
  - Första omgången — Besegrade Todd Woodbridge (Australien) 6-1, 7-6, 6-2
  - Andra omgången — Besegrade Omar Camporese (Italien) 6-4, 6-2, 6-1
  - Tredje omgången — Besegrade Magnus Larsson (Sverige) 6-4, 7-6, 6-7, 6-4
  - Kvartsfinal — Förlorade mot Marc Rosset (Schweiz) 4-6, 6-7, 6-4, 6-7

- Sergi Bruguera
  - Första omgången — Besegrade Andrew Castle (Storbritannien) 6-1, 6-2, 6-3
  - Andra omgången — Förlorade mot Mark Koevermans (Nederländerna) 6-1, 3-6, 3-6, 2-6

- Jordi Arrese →  Silver
  - Första omgången — Besegrade Eui-Jong Chang (Sydkorea) 6-4, 6-2, 6-2
  - Andra omgången — Besegrade Magnus Gustafsson (Sverige) 6-2, 4-6, 6-1, 3-6, 9-7
  - Tredje omgången — Besegrade Renzo Furlan (Italien) 6-4, 6-3, 6-2
  - Kvartsfinal — Besegrade Leonardo Lavalle (Mexiko) 6-1, 7-6, 6-1
  - Semifinal — Besegrade Andrei Cherkasov (Förenade laget) 6-4, 7-6, 3-6, 6-3
  - Final — Förlorade mot Marc Rosset (Schweiz) 6-7, 4-6, 6-3, 6-4, 6-8

Herrdubbel
- Sergio Casal och Emilio Sánchez
  - Första omgången — Besegrade Luiz Mattar och Jaime Oncins (Brasilien) 6-3, 3-6, 6-7, 6-3, 6-1
  - Andra omgången — Besegrade Pete Sampras och Jim Courier (USA) 5-7, 4-6, 6-3, 6-2, 6-2
  - Kvartsfinal — Förlorade mot Boris Becker och Michael Stich (Tyskland) 3-6, 6-4, 6-7, 7-5, 3-6

Damsingel
- Conchita Martínez
  - Första omgången — Besegrade Judith Wiesner (Österrike) 4-6, 6-1, 6-2
  - Andra omgången — Besegrade Sandra Cecchini (Italien) 6-4, 6-3
  - Tredje omgången — Besegrade Amanda Coetzer (Sydafrika) 6-4, 6-3
  - Kvartsfinal — Förlorade mot Arantxa Sánchez Vicario, 4-6, 4-6

- Arantxa Sánchez Vicario →  Brons
  - Första omgången — Besegrade Irina Spîrlea (Rumänien) 6-1, 6-3
  - Andra omgången — Besegrade Mana Endo 6-0, 6-1
  - Tredje omgången — Besegrade Barbara Rittner (Tyskland) 4-6, 6-3, 6-1
  - Kvartsfinal — Besegrade Conchita Martínez 6-4, 6-4
  - Semifinal — Förlorade mot Jennifer Capriati (USA) 3-6 6-3 1-6

Damdubbel
- Conchita Martínez och Arantxa Sánchez Vicario →  Silver
  - Första omgången — Besegrade Natacha Randriantefy och Dally Randriantefy (Madagaskar) 6-0, 6-0
  - Andra omgången — Besegrade Emanuela Zardo och Manuela Maleeva (Schweiz) 6-0, 6-1
  - Kvartsfinal — Besegrade Isabelle Demongeot och Nathalie Tauziat (Frankrike) 6-2, 6-4
  - Semifinal — Besegrade Nicole Provis och Rachel McQuillan (Australien) 6-1, 6-2
  - Final — Förlorade mot Mary Joe Fernandez och Gigi Fernández (USA) 5-7, 6-2, 2-6